# Albrecht II. Míšeňský

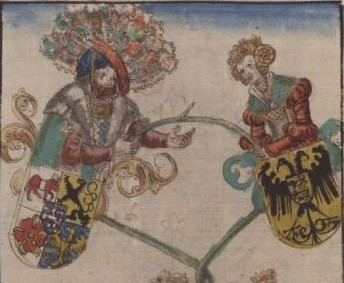
Albrecht s manželkou Markétou (Spalatinova kronika)

Albrecht II. Míšeňský zvaný Nezdárný (německy Albrecht der Entartete, 1240 Míšeň – 20. listopadu 1314/1315?, Erfurt) byl durynský lantkrabě a míšeňský markrabě. Svými současníky byl popisován jako neschopný muž proslulý svou zuřivostí.

## Život
Albrecht byl synem Jindřicha Jasného a Konstancie z rodu Babenberků. Po matce by tudíž mohl uplatňovat i právo na rakouské dědictví. Zřejmě dohoda mezi jeho otcem a českým králem Václavem I. roku 1251 zapříčinila, že markrabě Jindřich nevystoupil s nároky svých synů na uprázdněný vévodský trůn.  Albrecht i s bratrem Dětřichem byli v pozdější době spojenci českého krále Přemysla Otakara II. a byli jmenováni v tzv. druhé dodatkové smlouvě mezi Přemyslem a Rudolfem Habsburským.
Roku 1288 zemřel Jindřich Jasný a Albrecht Nezdárný zdědil otcův titul. Byl věčně zadlužený a proto překypoval ochotou na úkor příbuzenstva prodávat části Durynska a Míšeňska, čehož roku 1294 využil novopečený římský král Adolf Nasavský a uzavřel s Albrechtem dohodu, v níž bylo sepsáno, že za odstupné ve výši 12000 hřiven připadnou obě území říši. Albrechtovi synové s dohodou samozřejmě nesouhlasili a proto na ně Adolf Nasavský neváhal uvalit říšskou klatbu a snažil se je zlomit silou. Roku 1294 finančně podpořen Anglií obsadil Durynsko a přes nesouhlas mohučského arcibiskupa se ujal moci. Svým zájmem o získání Míšeňska proti sobě popudil českého krále Václava II., kterému v rámci předvolebních dohod přislíbil přednostní právo na obsazení tohoto léna. Po smrti Adolfa Nasavského roku 1298 u Göllheimu dohoda nezanikla, jeho nástupce Albrecht Habsburský byl také přesvědčen, že Albrechtova území bez ohledu na potomky připadnou říši.

## Rodina
Albechtovou první manželkou se na přelomu let 1254/55 stala Markéta, prvorozená dcera císaře Fridricha Štaufského. Věnem Albrechtovi přinesla Pliseňsko s Altenburkem a Zwickau. Zpočátku manželé sídlili na hradě v Eckartburgu a poté na Wartburgu a pro zřejmě šťastné manželství byl pohromou Albrechtův vášnivý milostný románek s Kunhutou z Eisenbergu, která byla Markétinou dvorní dámou. Uražená Markéta opustila Wartburg 24. června 1270 a odešla do Frankfurtu, kde o šest týdnů později zemřela. Před odchodem při polibku na rozloučenou navždy poznamenala svého syna Fridricha kousnutím do tváře, odtud pochází jeho přízvisko Pokousaný. Cizoložný Albrecht se se svou milenkou i přes její nízký původ oženil.
Chlapců se ujal strýc Dětřich z Landsbergu a Albrecht se je snažil připravit o dědictví ve prospěch syna z nového manželství. Díky tomu strávili oba chlapci mnoho let válkou proti vlastnímu otci.